# 浙闽樱桃
浙闽樱桃（学名：Cerasus schneideriana）为蔷薇科樱属的植物，是中国的特有植物。分布在中国大陆的广西、福建、浙江等地，生长于海拔600米至1,300米的地区，多生在林中，目前尚未由人工引种栽培。

## 异名
- Prunus schneideriana Koehne